# Argyrolobium rogersii
Argyrolobium rogersii är en ärtväxtart som beskrevs av Nicholas Edward Brown. Argyrolobium rogersii ingår i släktet Argyrolobium och familjen ärtväxter. Inga underarter finns listade i Catalogue of Life.